# Johannes Allatus Anemaet
Johannes Allatus Anemaet (16 mei 1791 – 13 september 1824 te Den Briel) was een Nederlands officier der Genie en werd op 12 mei 1823 gedecoreerd tot ridder in de Militaire Willems-Orde, 3e Klasse. Anemaet diende van 1811 tot 1814 als kapitein in het Franse leger en werd in 1843 als Nederlands kolonel gepensioneerd.